# Chalcostigma ruficeps
El colibrí capirrufo (Chalcostigma ruficeps), también denominado pico espina de frente roja (en Colombia), picoespina gorrirrufa (en Ecuador) o pico-espina de gorro rufo (en Perú), es una especie de ave apodiforme de la familia Trochilidae (los colibríes) perteneciente al género Chalcostigma. Es nativo de regiones andinas del oeste de América del Sur.

## Distribución y hábitat
Se distribuye por la pendiente oriental de la cordillera de los Andes desde el sureste de Ecuador (Zamora Chinchipe) a través de Perú hasta el centro oeste de Bolivia (yungas de Cochabamba). Existe un único registro en Pan de Azúcar, en los Andes centrales de Colombia, de situación incierta, podrían ser individuos migrantes, son necesarias investigaciones para determinar si se trata de una población residente.
Esta especie es considerada generalmente poco común en sus hábitats naturales: los crecimientos secundarios húmedos, los enmarañados riparios y los bordes y claros de sevas húmedas montanas y bosques nubosos ricos en musgos. En altitudes entre 1400 a 3500 m, ocasionalmente hasta los 3800 m, pero principalmente alrededor de los 2500 m. Forrajea entre los estratos bajo y medio del bosque.

## Sistemática

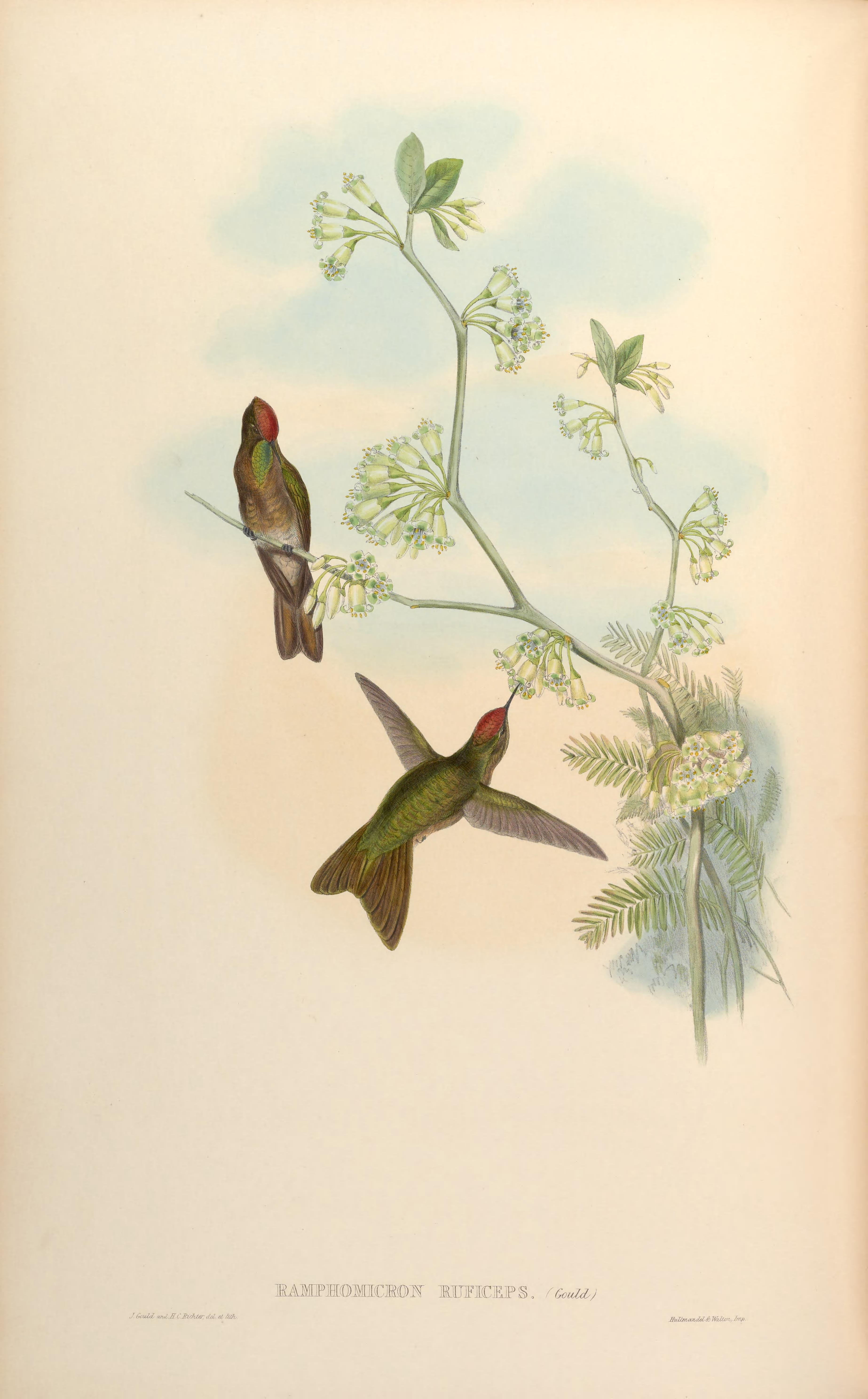
Rhamphomicron ruficeps sinónimo de Chalcostigma ruficeps, ilustración de Gould y Richter en A monograph of the Trochilidae, or family of humming-birds 3, 1861.

### Descripción original
La especie C. ruficeps fue descrita por primera vez por el ornitólogo británico John Gould en 1846 bajo el nombre científico Trochilus ruficeps; su localidad tipo es: «Bolivia».

### Etimología
El nombre genérico neutro «Chalcostigma» es una combinación de las palabras del griego «khalkos» que significa ‘bronce’, y «stigma» que significa ‘marca’; y el nombre de la especie «ruficeps», se compone de las palabras del latín «rufous» que significa ‘rufo, rojizo’, y «ceps» que significa ‘de cabeza’.

### Taxonomía
Anteriormente estuvo colocada en el género Metallura; alternativamente ha sido separada en un género monotípico Selatopogon. La forma descrita C. ruficeps aureofastigatum, de Ecuador, no se considera que la variación de la coloración de las plumas de la garganta sea significativa y es tratada como un sinónimo. Es monotípica.